# Bitou
Bitou (officieel Bitou Plaaslike Munisipaliteit, voorheen: Plettenberg Plaaslike Munisipaliteit) is een gemeente in het Zuid-Afrikaanse district Tuinroute.
Bitou ligt in de provincie West-Kaap en telt 49.162 inwoners.

## Hoofdplaatsen
Bitou is op zijn beurt nog eens verdeeld in negen hoofdplaatsen (Afrikaans: nedersettings) en de hoofdstad van de gemeente is de hoofdplaats Plettenbergbaai.
- Die Brakke
- Keurboomstrand
- Kranshoek
- Kurland
- Nature's Valley
- Platbos
- Plettenbergbaai
- The Crags
- Wittedrif